# Longipalpus guamensis
Longipalpus guamensis là một loài bọ cánh cứng trong họ Cerambycidae.